# Referendum confermativo nella provincia autonoma di Bolzano del 2022
Il referendum confermativo nella provincia autonoma di Bolzano del 2022 (in tedesco Bestätigende Landesvolksabstimmung) si è tenuto il 29 maggio e ha avuto ad oggetto la riforma delle disciplina della democrazia diretta, la partecipazione e la formazione politica a livello provinciale, e del Consiglio dei Comuni.
La votazione è stata indetta con decreto del Presidente della Provincia autonoma di Bolzano del 25 marzo 2022 a seguito dell'approvazione l'11 giugno 2021 della legge sottoposta al referendum. L'esito negativo del referendum ha lasciato invariate le discipline delle leggi sottoposte alla riforma.

## Storia
L'11 giugno 2021 il Consiglio provinciale di Bolzano ha approvato, con i voti favorevoli della maggioranza provinciale Südtiroler Volkspartei-Lega-Forza Italia, una legge provinciale recante Modifiche alla legge provinciale 3 dicembre 2018, n. 22, “Democrazia diretta, partecipazione e formazione politica” e alla legge provinciale 8 febbraio 2010, n. 4, “Istituzione e disciplina del Consiglio dei Comuni”. Successivamente la legge è stata pubblicata sul Bollettino ufficiale della Regione n. 27 del 8 luglio 2021.
Alcuni degli effetti più rilevanti della riforma, se approvata, sarebbero stati: l'introduzione di una nuova disciplina dell'informazione sui referendum, l'abolizione delle norme sulla "sensibilità per un gruppo linguistico" in materia di referendum (affinché il risultato dei referendum sia valido è necessaria, oltre alla maggioranza semplice dei votanti, anche la maggioranza nei Comuni in cui il gruppo linguistico interessato dall’argomento “sensibile” costituisce la maggioranza della popolazione) e l'abolizione del referendum provinciale confermativo.
Il referendum, previsto per il 30 gennaio 2022, è stato posticipato per motivi sanitari prima di 60 giorni ed poi al 29 maggio 2022.
Essendo un referendum confermativo non era previsto alcun quorum.

## Il quesito
- Colore scheda: bianca

| Testo del quesito | Testo del quesito |
| ----------------- | --- |
|                   | Approvate il testo della legge concernente “Modifiche alla legge provinciale 3 dicembre 2018, n. 22, ‘Democrazia diretta, partecipazione e formazione politica’ e alla legge provinciale 8 febbraio 2010, n. 4, ‘Istituzione e disciplina del Consiglio dei Comuni’”, approvata dal Consiglio Provinciale il 11 giugno 2021 e pubblicata sul Bollettino Ufficiale della Regione n. 27 del 8 luglio 2021? |

## Posizioni

### Posizioni di forze politiche presenti nel Consiglio provinciale
| Partito                   | Ind. di voto | Fonte |
| ------------------------- | ------------ | ----- |
| Südtiroler Volkspartei    | Sì           | [ 6 ] |
| Team K                    | No           | [ 6 ] |
| Lega                      | Sì           | [ 6 ] |
| Verdi–Grüne–Verc          | No           | [ 6 ] |
| Die Freiheitlichen        | No           | [ 6 ] |
| Süd-Tiroler Freiheit      | No           | [ 6 ] |
| Forza Italia              | Sì           | [ 6 ] |
| Partito Democratico       | No           | [ 6 ] |
| Movimento 5 Stelle        | No           | [ 6 ] |
| Fratelli d'Italia         | No           | [ 6 ] |
| ENZIAN                    | No           | [ 6 ] |
| Perspektiven für Südtirol | No           | [ 6 ] |

### Posizioni di forze politiche presenti nel Parlamento italiano
| Partito     | Ind. di voto | Fonte |
| ----------- | ------------ | ----- |
| Italia Viva | Sì           | [ 7 ] |

## Risultati
Erano 39.804 gli elettori che avevano diritto di votare per corrispondenza (coloro residenti all'estero o temporaneamente dimoranti fuori provincia). I seggi elettorali sono rimasti aperti dalle ore 7:00 alle 21:00 nella sola giornata di domenica 29 maggio 2022.

### Affluenza alle urne
| Affluenza      | ore 11:00 | ore 17:00 | ore 21:00 |
| -------------- | --------- | --------- | --------- |
| Bolzano        | 4,2%      | 13,6%     | 22,7%     |
| Corrispondenza | -         | -         | 16,9%     |
| Totale         | 3,8%      | 12,3%     | 22,2%     |

Fonte: Provincia autonoma di Bolzano

### Scrutinio
|                | Totali  | Percentuale | Percentuale           |
| -------------- | ------- | ----------- | --------------------- |
| Elettori       | 426.980 |             |                       |
| Votanti        | 94.680  | 22,2%       | (su 426.980 elettori) |
| Schede bianche | 818     | 0,9%        | (su 94.680 votanti)   |
| Schede nulle   | 632     | 0,6%        | (su 94.680 votanti)   |
| Voti validi    | 93.230  | 98,5%       | (su 94.680 votanti)   |

| Opzioni di voto | Voti   | %     |
| --------------- | ------ | ----- |
| Sì              | 22.387 | 24,0% |
| No              | 70.843 | 76,0% |
| Totale          | 93.230 | 100%  |

Risultati per comune e comunità comprensoriale

Fonte: Provincia autonoma di Bolzano

## Conseguenze del voto
Data la vittoria del "No" al referendum la riforma delle discipline della democrazia diretta e del Consiglio dei Comuni non è entrata in vigore.